# Кубок Содружества по биатлону 2022/2023
PARI Кубок Содружества по биатлону 2022/2023 — I сезон Кубка Содружества по биатлону. Соревнования начались 25 августа 2022 года в Сочи и завершились 12 марта 2023 года в Тюмени.
В мае 2022 года СБР объявил о создании нового турнира для национальных биатлонных сборных России и Беларуси в период их отстранения от международных соревнований из-за ситуации в Украине, получившем название «Кубок Содружества». Наряду с Кубком и Чемпионатом России, данные соревнования должны стать альтернативой Кубку мира.
Кубок Содружества проходит на территории России и Беларуси и включает в себя летние и зимние старты, очки за которые идут общий зачёт Кубка.
Общий призовой фонд турнира составил 40 миллионов рублей, а топ-6 каждой гонки получает денежные вознаграждения.

## Этапы
Всего было проведено 6 этапов — 2 летних и 4 зимних. Рязань впервые в своей истории приняла биатлонные соревнования подобного уровня.
- Сочи (25 — 29 августа 2022 года)

1. Спринт (мужчины, женщины)
2. Гонка преследования (мужчины, женщины)
3. Масс-старт (мужчины, женщины)

- Раубичи (15 — 18 сентября 2022 года)

1. Спринт (мужчины, женщины)
2. Гонка преследования (мужчины, женщины)
3. Масс-старт (мужчины, женщины)

- Рязань (24 — 25 декабря 2022 года)

1. Суперспринт (мужчины, женщины)
2. Масс-старт (мужчины, женщины)

- Раубичи (19 — 22 января 2023 года)

1. Спринт (мужчины, женщины)
2. Гонка преследования (мужчины, женщины)
3. Масс-старт (мужчины, женщины)

- Раубичи (26 — 29 января 2023 года)

1. Спринт (мужчины, женщины)
2. Гонка преследования (мужчины, женщины)
3. Масс-старт (мужчины, женщины)

- Тюмень (9 — 12 марта 2023 года)

1. Спринт (мужчины, женщины)
2. Гонка преследования (мужчины, женщины)
3. Масс-старт (мужчины, женщины)

## Результаты

### 1-й этап —Сочи(25 — 28 августа 2022 года)
| Гонка                                                                                     | Мужчины | Женщины |
| Спринт 1. 25 августа 2022 Мужчины: 10 км 2. 25 августа 2022 Женщины: 7,5 км               | 1. Антон Бабиков 23:44.4 (0) 2. Эдуард Латыпов +28.9 (0) 3. Алексей Вагин +1:12.6 (1) 4. Антон Смольский 5. Карим Халили 6. Кирилл Бажин Финишный протокол   | 1. Динара Алимбекова 21:43.7 (2) 2. Анастасия Шевченко +0.5 (0) 3. Ирина Казакевич +2.3 (2) 4. Полина Плюснина 5. Анастасия Батманова 6. Тамара Дербушева Финишный протокол     |
| Гонка преследования 1. 27 августа 2022 Мужчины: 12,5 км 2. 27 августа 2022 Женщины: 10 км | 1. Алексей Вагин 33:32.1 (1) 2. Петр Пащенко +9.1 (2) 3. Эдуард Латыпов +13.1 (4) 4. Карим Халили 5. Александр Поварницын 6. Антон Бабиков Финишный протокол | 1. Динара Алимбекова 29:51.5 (3) 2. Анастасия Шевченко +25.5 (3) 3. Тамара Дербушева +35.6 (2) 4. Наталья Гербулова 5. Ирина Казакевич 6. Анастасия Батманова Финишный протокол |
| Масс-старт 1. 28 августа 2022 Мужчины: 15 км 2. 28 августа 2022 Женщины: 12,5 км          | 1. Антон Бабиков 34:31.1 (0) 2. Антон Смольский +1:08.7 (3) 3. Карим Халили +1:15.2 (5) 4. Эдуард Латыпов 5. Роман Сурнев 6. Кирилл Бажин Финишный протокол  | 1. Ирина Казакевич 34:08.2 (2) 2. Анастасия Батманова +1:21.2 (1) 3. Тамара Дербушева +1:23.7 (4) 4. Виктория Сливко 5. Наталья Гербулова 6. Карина Бахтина Финишный протокол   |

### 2-й этап —Раубичи(15 — 18 сентября 2022 года)
| Гонка                                                                                       | Мужчины | Женщины |
| Спринт 1. 15 сентября 2022 Мужчины: 10 км 2. 15 сентября 2022 Женщины: 7,5 км               | 1. Антон Смольский 23:12.7 (0) 2. Кирилл Бажин +1.5 (0) 3. Эдуард Латыпов +8.9 (1) 4. Дмитрий Лазовский 5. Максим Цветков 6. Карим Халили Финишный протокол     | 1. Наталья Гербулова 22:51.3 (1) 2. Екатерина Носкова +29.7 (2) 3. Тамара Дербушева +44.4 (1) 4. Лариса Куклина 5. Динара Алимбекова 6. Ирина Казакевич Финишный протокол   |
| Гонка преследования 1. 17 сентября 2022 Мужчины: 12,5 км 2. 17 сентября 2022 Женщины: 10 км | 1. Антон Бабиков 34:32.4 (0) 2. Кирилл Бажин +10.8 (2) 3. Антон Смольский +35.0 (2) 4. Дмитрий Лазовский 5. Никита Лобастов 6. Эдуард Латыпов Финишный протокол | 1. Наталья Гербулова 32:35.0 (5) 2. Динара Алимбекова +1:05.4 (4) 3. Екатерина Носкова +1:15.3 (5) 4. Ирина Казакевич 5. Лариса Куклина 6. Алина Кудисова Финишный протокол |
| Масс-старт 1. 18 сентября 2022 Мужчины: 12,5 км 2. 18 сентября 2022 Женщины: 10 км          | 1. Максим Цветков 33:53.8 (0) 2. Антон Смольский +10.5 (1) 3. Роман Ерёмин +10.6 (1) 4. Никита Лобастов 5. Антон Бабиков 6. Вячеслав Малеев Финишный протокол   | 1. Динара Алимбекова 31:03.6 (1) 2. Наталья Гербулова +7.8 (2) 3. Елизавета Каплина +20.7 (2) 4. Лариса Куклина 5. Екатерина Носкова 6. Виктория Сливко Финишный протокол   |

### 3-й этап —Рязань(24 — 25 декабря 2022 года)
| Гонка                                                                             | Мужчины | Женщины |
| Суперспринт 1. 24 декабря 2022 Мужчины: 7,5 км 2. 24 декабря 2022 Женщины: 7,5 км | 1. Иван Тулатин 19:20.6 (2) 2. Антон Смольский +4.0 (4) 3. Василий Томшин +6.2 (1) 4. Илья Авсеенко 5. Кирилл Стрельцов 6. Пётр Пащенко Финишный протокол      | 1. Динара Алимбекова 21:37.9 (3) 2. Наталья Гербулова +11.4 (3) 3. Елизавета Каплина +22.4 (5) 4. Тамара Дербушева 5. Елена Кручинкина 6. Анастасия Гореева Финишный протокол |
| Масс-старт 1. 25 декабря 2022 Мужчины: 15 км 2. 25 декабря 2022 Женщины: 12,5 км  | 1. Роман Ерёмин 32:58.2 (0) 2. Василий Томшин +12.4 (0) 3. Никита Лобастов +19.1 (1) 4. Антон Смольский 5. Дмитрий Лазовский 6. Карим Халили Финишный протокол | 1. Динара Алимбекова 31:23.5 (1) 2. Виктория Сливко +5.6 (2) 3. Тамара Дербушева +6.1 (2) 4. Елизавета Каплина 5. Анастасия Шевченко 6. Лариса Куклина Финишный протокол      |

### 4-й этап —Раубичи(19 — 22 января 2023 года)
| Гонка                                                                                   | Мужчины | Женщины |
| Спринт 1. 20 января 2023 Мужчины: 10 км 2. 19 января 2023 Женщины: 7,5 км               | 1. Дмитрий Лазовский 23:11.7 (0) 2. Даниил Серохвостов +1.8 (1) 3. Эдуард Латыпов +15.1 (2) 4. Василий Томшин 5. Александр Поварницын 6. Антон Смольский Финишный протокол | 1. Лариса Куклина 21:09.6 (0) 2. Наталия Шевченко +8.6 (1) 3. Анастасия Шевченко +23.8 (0) 4. Динара Алимбекова-Смольская 5. Тамара Дербушева 6. Ирина Казакевич Финишный протокол |
| Гонка преследования 1. 21 января 2023 Мужчины: 12,5 км 2. 21 января 2023 Женщины: 10 км | 1. Эдуард Латыпов 33:07.9 (2) 2. Дмитрий Лазовский +26.4 (2) 3. Василий Томшин +43.7 (1) 4. Антон Бабиков 5. Карим Халили 6. Александр Поварницын Финишный протокол        | 1. Лариса Куклина 31:00.6 (2) 2. Екатерина Носкова +35.9 (3) 3. Динара Алимбекова +53.5 (4) 4. Анастасия Шевченко 5. Виктория Сливко 6. Елизавета Каплина Финишный протокол        |
| Масс-старт 1. 22 января 2023 Мужчины: 12,5 км 2. 22 января 2023 Женщины: 10 км          | 1. Василий Томшин 33:43.1 (0) 2. Дмитрий Лазовский +1.4 (0) 3. Никита Лобастов +2.2 (0) 4. Антон Смольский 5. Карим Халили 6. Антон Бабиков Финишный протокол              | 1. Лариса Куклина 33:54.7 (0) 2. Елизавета Каплина +5.1 (2) 3. Екатерина Носкова +6.6 (2) 4. Анастасия Батманова 5. Виктория Сливко 6. Анастасия Гореева Финишный протокол         |

### 5-й этап —Раубичи(26 — 29 января 2023 года)
| Гонка                                                                                   | Мужчины | Женщины |
| Спринт 1. 26 января 2023 Мужчины: 10 км 2. 27 января 2023 Женщины: 7,5 км               | 1. Эдуард Латыпов 24:18.1 (1) 2. Даниил Серохвостов +16.5 (1) 3. Антон Смольский +17.2 (1) 4. Дмитрий Лазовский 5. Карим Халили 6. Никита Поршнев Финишный протокол         | 1. Ирина Казакевич 22:57.2 (1) 2. Динара Алимбекова-Смольская +2.9 (0) 3. Тамара Дербушева +13.5 (0) 4. Виктория Сливко 5. Наталья Гербулова 6. Екатерина Носкова Финишный протокол       |
| Гонка преследования 1. 28 января 2023 Мужчины: 12,5 км 2. 28 января 2023 Женщины: 10 км | 1. Эдуард Латыпов 31:48.6 (3) 2. Антон Смольский +18.5 (3) 3. Даниил Серохвостов +18.6 (3) 4. Карим Халили 5. Александр Поварницын 6. Ильназ Мухамедзянов Финишный протокол | 1. Динара Алимбекова-Смольская 29:41.5 (0) 2. Виктория Сливко +44.9 (2) 3. Ирина Казакевич +1:16.9 (4) 4. Елизавета Каплина 5. Лариса Куклина 6. Алина Кудисова Финишный протокол         |
| Масс-старт 1. 29 января 2023 Мужчины: 12,5 км 2. 29 января 2023 Женщины: 10 км          | 1. Эдуард Латыпов 33:59.6 (0) 2. Даниил Серохвостов +29.6 (3) 3. Антон Смольский +29.8 (2) 4. Максим Воробей 5. Никита Лобастов 6. Александр Поварницын Финишный протокол   | 1. Виктория Сливко 33:24.3 (1) 2. Анастасия Гореева +17.8 (2) 3. Анастасия Батманова +1:03.4 (2) 4. Анастасия Шевченко 5. Лариса Куклина 6. Динара Алимбекова-Смольская Финишный протокол |

### 6-й этап —Тюмень(9 — 12 марта 2023 года)
| Гонка                                                                                 | Мужчины | Женщины |
| Спринт 1. 9 марта 2023 Мужчины: 10 км 2. 9 марта 2023 Женщины: 7,5 км                 | 1. Эдуард Латыпов 24:47.1 (0) 2. Даниил Серохвостов +30.0 (1) 3. Василий Томшин +56.9 (1) 4. Роман Ерёмин 5. Никита Поршнев 6. Александр Поварницын Финишный протокол   | 1. Екатерина Носкова 20:53.6 (1) 2. Виктория Сливко +3.0 (0) 3. Анастасия Шевченко +9.3 (0) 4. Динара Алимбекова-Смольская 5. Анастасия Гореева 6. Тамара Дербушева Финишный протокол       |
| Гонка преследования 1. 11 марта 2023 Мужчины: 12,5 км 2. 11 марта 2023 Женщины: 10 км | 1. Эдуард Латыпов 33:06.8 (3) 2. Даниил Серохвостов +55.1 (4) 3. Александр Поварницын +1:12.3 (2) 4. Петр Пащенко 5. Дмитрий Абашев 6. Никита Поршнев Финишный протокол | 1. Анастасия Шевченко 30:43.7 (1) 2. Виктория Сливко +14.1 (1) 3. Екатерина Носкова +28.5 (3) 4. Динара Алимбекова-Смольская 5. Ирина Казакевич 6. Екатерина Юрлова-Перхт Финишный протокол |
| Масс-старт 1. 12 марта 2023 Мужчины: 15 км 2. 12 марта 2023 Женщины: 12,5 км          | 1. Эдуард Латыпов 36:26.3 (3) 2. Роман Ерёмин +11.3 (2) 3. Никита Лобастов +17.4 (1) 4. Антон Бабиков 5. Никита Поршнев 6. Василий Томшин Финишный протокол             | 1. Анастасия Гореева 34:24.2 (2) 2. Наталья Гербулова +12.2 (2) 3. Тамара Дербушева +22.3 (4) 4. Тамара Дербушева 5. Ирина Казакевич 6. Динара Алимбекова-Смольская Финишный протокол       |

## Система начисления очков
| Место | 1   | 2   | 3   | 4   | 5  | 6  | 7  | 8  | 9  | 10 | 11 | 12 | 13 | 14 | 15 | 16 | 17 | 18 | 19 | 20 | 21 | 22 | 23 | 24 | 25 | 26 | 27 | 28 | 29 | 30 |
| Очки  | 120 | 114 | 108 | 103 | 99 | 96 | 94 | 92 | 90 | 88 | 86 | 84 | 82 | 80 | 78 | 76 | 74 | 72 | 70 | 68 | 66 | 64 | 62 | 60 | 58 | 56 | 54 | 52 | 50 | 48 |
|       |     |     |     |     |    |    |    |    |    |    |    |    |    |    |    |    |    |    |    |    |    |    |    |    |    |    |    |    |    |    |
| Место | 31  | 32  | 33  | 34  | 35 | 36 | 37 | 38 | 39 | 40 | 41 | 42 | 43 | 44 | 45 | 46 | 47 | 48 | 49 | 50 | 51 | 52 | 53 | 54 | 55 | 56 | 57 | 58 | 59 | 60 |
| Очки  | 46  | 44  | 42  | 40  | 38 | 36 | 34 | 32 | 30 | 28 | 26 | 24 | 22 | 20 | 18 | 16 | 14 | 13 | 12 | 11 | 10 | 9  | 8  | 7  | 6  | 5  | 4  | 3  | 2  | 1  |

## Общий зачёт Кубка Содружества
| №  | Спортсмен            | Очки |
| -- | -------------------- | ---- |
| 1  | Эдуард Латыпов       | 1817 |
| 2  | Карим Халили         | 1552 |
| 3  | Антон Смольский      | 1481 |
| 4  | Антон Бабиков        | 1475 |
| 5  | Александр Поварницын | 1473 |
| 6  | Кирилл Бажин         | 1390 |
| 7  | Дмитрий Лазовский    | 1386 |
| 8  | Максим Воробей       | 1349 |
| 9  | Роман Ерёмин         | 1335 |
| 10 | Степан Данилов       | 1252 |

| №  | Спортсмен                   | Очки |
| -- | --------------------------- | ---- |
| 1  | Динара Алимбекова-Смольская | 1750 |
| 2  | Виктория Сливко             | 1680 |
| 3  | Ирина Казакевич             | 1672 |
| 4  | Екатерина Носкова           | 1667 |
| 5  | Тамара Дербушева            | 1665 |
| 6  | Наталья Гербулова           | 1657 |
| 7  | Анастасия Шевченко          | 1485 |
| 8  | Елизавета Каплина           | 1466 |
| 9  | Алина Кудисова              | 1338 |
| 10 | Лариса Куклина              | 1287 |